# Tlatzintla
Tlatzintla es una localidad de México perteneciente al municipio de Acaxochitlán en el estado de Hidalgo.

## Toponimia
Tla-tzintlan, adverbio compuesto de dos radicales náhuatl, tlalli, tierra y tzintlan, abajo; significa lugar situado abajo. Tlalli, tierra; tzintla, significa abajo, debajo. Abajo de la tierra o tierra de abajo.

## Geografía
La localidad se encuentra localizada en las coordenadas geográficas 20°09′25.257″N 98°11′38.612″O / 20.15701583, -98.19405889, con una altitud de 2238 m s. n. m. Se encuentra a una distancia aproximada de 14.65 kilómetros al noreste de la cabecera municipal, Acaxochitlán. Se encuentra en la región geográfica de la Sierra de Tenango.
En cuanto a fisiografía, se encuentra dentro de la provincia de la Eje Neovolcánico dentro de la subprovincia del Lagos y Volcanes de Anáhuac; su terreno es de sierra. En lo que respecta a la hidrología se encuentra posicionado en la región Tuxpan-Nautla, dentro de la cuenca del río Cazones, en la subcuenca del río San Marcos. Cuenta con un clima templado húmedo con lluvias todo el año.

## Demografía
En 2020 registró una población de 765 personas, lo que corresponde al 1.66 % de la población municipal. De los cuales 360 son hombres y 405 son mujeres. Tiene 173 viviendas particulares habitadas.
| Gráfica de evolución demográfica de Tlatzintla entre 1995 y 2020                             |
|                                                                                              |
| Población de los censos y conteos del Instituto Nacional de Estadística y Geografía (INEGI). |